# スズキ・フロンクス
フロンクス（FRONX）は、スズキのインド法人であるマルチ・スズキ・インディア（マルチ・スズキ）が生産・販売するクロスオーバーSUV。

## 概要
クーペスタイルと取り回しの良さを兼ね備えた新ジャンルのSUVとして開発されたモデルで、マルチ・スズキの四輪車生産子会社「スズキ・モーター・グジャラート」で生産され、インド国内市場の他、中南米・中東・アフリカに輸出もされるグローバルモデルとなっている。
開発責任者の森田祐司によれば『（インドで生産し世界展開するコンパクトカーの）バレーノのSUV版』を念頭に開発が始められ、実際にプラットフォームにはバレーノやスイフトで用いられているHEARTECTを採用している。
インド仕様車には1.0 L・直列3気筒・DOHC12バルブ直噴ターボガソリンエンジンのK10C DiTCを搭載してマイルドハイブリッドを採用したモデルと、1.2 L・直列4気筒・DOHC16バルブ自然吸気ガソリンエンジンのK12Nとアイドリングストップシステムを搭載したモデルがある。南アフリカ仕様車は1.5 L・直列4気筒・DOHC16バルブ自然吸気ガソリンエンジンのK15Bを搭載する。
日本市場には2024年10月16日に投入され、同年4月に販売終了となったイグニス及びエスクードによって空いたSUVラインナップの穴を補完する役割を担う。
2025年5月28日にはインドネシア市場への投入を発表。インドネシア法人のスズキ・インドモービル・モーターのチカラン工場で生産される。

### 年表
- 2023年
  - 1月12日 - インド・デリー近郊で開催されたAuto Expo 2023にてマルチ・スズキが発表[5][1]。
  - 4月24日 - インドでマルチ・スズキの高級車ブランド・NEXAから発売[10]。
  - 8月17日 - 南アフリカでスズキオート・サウスアフリカが発売[6]。
  - 9月28日 - バーレーンでMohammed Jalal & Sonsが発表[11]。
  - 10月23日 - チリでデルコが正式発売[12]。
- 2024年
  - 4月3日 - トヨタ自動車への本車種OEMモデルとなるアーバンクルーザー・タイザー（URBAN CRUISER TAISOR）をインドで世界初公開[13]。
  - 7月1日 - スズキが同年秋頃に日本で発売予定であることを公表し[14]、ティザーサイトを公開。
  - 7月25日 - 日本仕様のプロトタイプモデルによるメディア向け試乗会を開催したことを明らかにし、同日情報解禁[4]。
  - 8月13日 - マルチ・スズキが日本向けの輸出を開始[15]。
  - 10月16日 - 日本仕様を正式発表、同日発売開始[7]。
日本仕様はモノグレードの展開となる。パワートレーンはバーレーン向け・チリ向けと同じく[11][12]、1.5 L・直列4気筒・DOHC16バルブ自然吸気ガソリンエンジンのK15Cを搭載してマイルドハイブリッドを採用し、トランスミッションは6速ATを採用する[16]。
バレーノをインド仕様のまま日本市場に投入して販売台数が伸びなかった反省を生かし、安全性能・先進機能を独自に日本向けに向上[4]。「デュアルセンサーブレーキサポートII」（単眼カメラ+ミリ波レーダー方式）と「低速時ブレーキサポート（前進・後退）」（超音波センサー方式、パーキングセンサーを兼ねる）の2つの衝突被害軽減ブレーキをはじめ、アダプティブクルーズコントロール（全車速追従機能・停⽌保持機能付）、車線維持支援機能、ヘッドアップディスプレイ（カラー）、電動パーキングブレーキ、ブレーキホールドを標準装備とした。加えて、全方位モニター付メモリーナビゲーション（車載通信機を含む。パイオニア製[17]）も標準装備、コネクテッドサービス「スズキコネクト」に対応した。また、サスペンションや走行時の静粛性も日本向け独自のセッティングが行われた[4]。
また、積雪地域が多い日本のニーズに配慮して、四輪駆動モデルを日本向けに独自設定[4]。四輪駆動モデルでは、スノーモード・グリップコントロール・ヒルディセントコントロールの3つのモードを搭載した。
ボディカラーはモノトーンは標準色3色[注釈 1]とメーカーオプションの1色[注釈 2]、メーカーオプションのブラック2トーンルーフ5色[注釈 3]を設定。
- 2025年
  - 5月28日 - スズキ・インドモービル・モーターがインドネシア市場への投入を発表[9]。
  - 9月（予定） - タイでスズキ・モーター・タイランドが正式発表。